# Panaris
 Mise en garde médicale

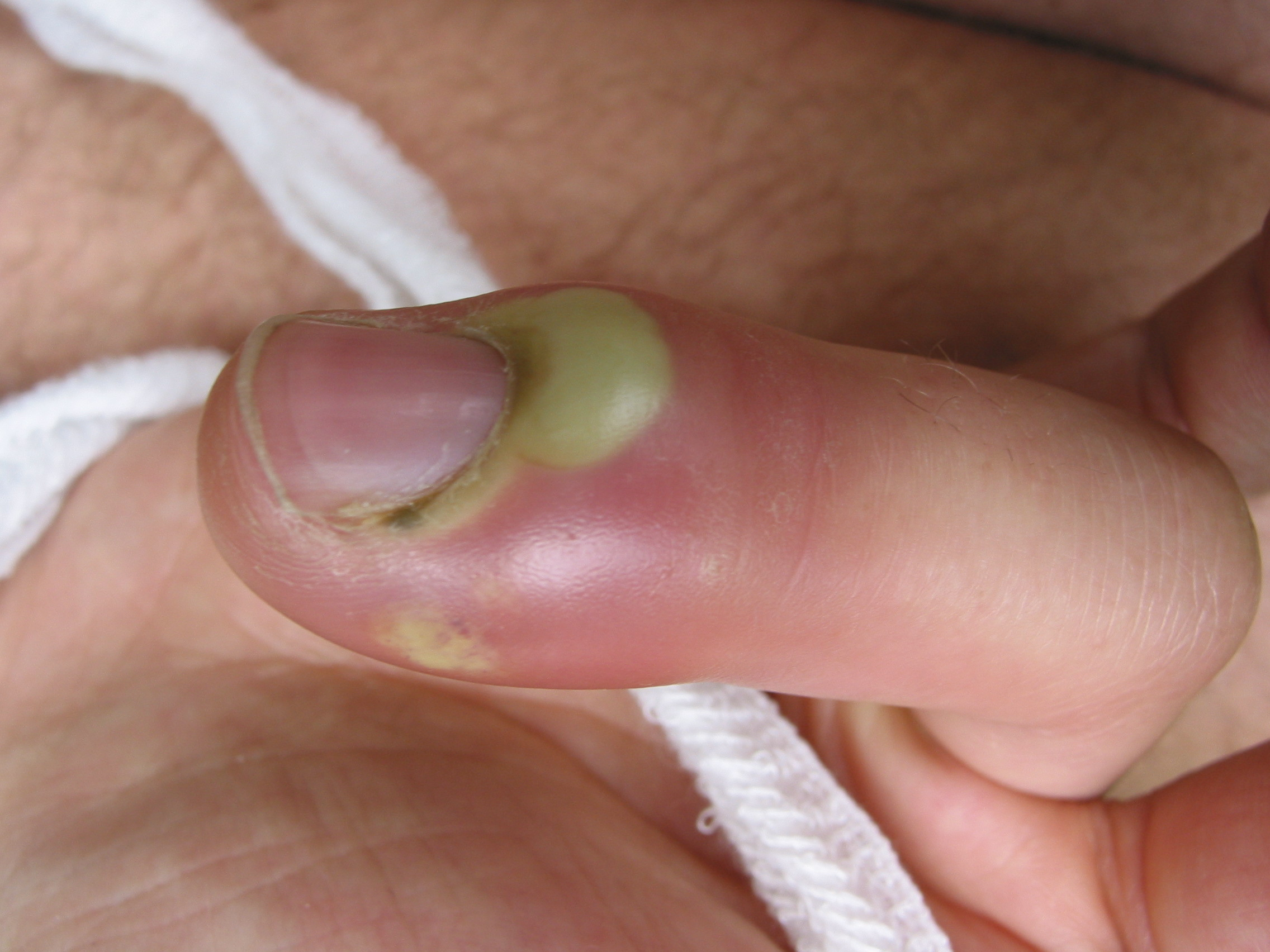
Exemple de « mal blanc », au stade collecté, nécessitant une intervention pour évacuer le pus.

Panaris (du latin : panaricium), aussi appelé « mal blanc », est une infection aiguë du doigt et de l'orteil, près de l'ongle dans deux-tiers des cas, le plus souvent par un staphylocoque doré et à l'occasion d'une blessure, avec formation de pus.

## Évolution
Évolution en trois stades :
- 1er stade : stade inflammatoire (pas de fièvre, mais rougeur, sensation de chaleur et œdème) avec douleur au toucher, mais sans douleur nocturne. À ce stade, l'infection est facilement réversible (spontanément ou à la suite d'un traitement). Ce stade peut en quelques heures évoluer vers une seconde phase, plus grave.
- 2e stade, dit « stade de collection » : les symptômes sont les mêmes que dans le premier stade, mais nettement plus marqués. La douleur devient forte et pulsatile (rythmique, suivant le rythme du pouls), et la production de pus est palpable. Des ganglions enflés apparaissent en amont (d’abord épitrochléen puis éventuellement axillaire), avec lymphangite. La fièvre peut atteindre 38 °C, avec rarement une leucocytose. À ce stade l'infection n'est plus spontanément réversible. Il faut une petite intervention chirurgicale pour évacuer la collection (le pus) et éviter le passage au troisième stade.
- 3e stade (dit « de complication ») : caractérisé par une extension de l'inflammation aux tissus voisins, éventuellement : [réf. souhaitée]
  - la peau (fistulisation) et/ou aux tissus celluleux de la main et/ou des doigts
  - une articulation (arthrite caractérisée par une douleur spontanée quand l'articulation est mobilisée) et/ou
  - un ou plusieurs tendons, avec éventuelle nécrose du tendon paralysant le doigt
  - les tissus osseux (ostéite, qui nécessite une radiographie pour être diagnostiquée avec certitude)
  - les gaines synoviales

## Classifications
On peut classer les panaris selon leurs formes topographiques :
- Panaris péri-unguéal (ou tourniole), avec risque d'arthrite et atteinte du tendon extenseur.
- Panaris de la pulpe du doigt.
- Panaris de la face dorsale du doigt.
- Panaris de la face palmaire des phalanges (avec risque d'infection du tendon fléchisseur et de sa gaine : une douleur à la pression du cul-de-sac proximal doit faire penser à un phlegmon des gaines avec risque de nécrose du tendon).
- Panaris « en bouton de chemise » : deux collections (accumulation de pus) sont en communication transdermique, le risque étant que la collection profonde ne soit pas détectée.

## Étiologie
Les germes pathogènes sources de panaris sont généralement inoculés par une piqûre ou une griffure et il s'agit le plus souvent de bactéries commensales de la peau. Sinon ils sont exogènes, introduites par l'épine ou une morsure par exemple (Pasteurella spp., streptocoque viridans de la bouche ou de la mâchoire) [réf. souhaitée].
- Dans trois cas sur quatre une seule bactérie est impliquée, mais dans un cas sur quatre, il y a co-infection par plusieurs germes[2].
- Un staphylocoque doré est responsable dans 65 % des cas (près de deux cas sur trois)[2].
- Des streptocoques béta-hémolytiques sécrétant des toxines et détruisant rapidement les tissus sont en cause dans 15 % des cas[2].
- Des streptocoques viridans et des entérobactéries sont responsables dans 12 % des cas (Escherichia coli, Proteus spp…)[2].

Pour bien traiter l'infection, le médecin et le malade doivent s'intéresser à trois questions :
1. Pourquoi cette infection à cet endroit et à ce moment ? (Y a-t-il un facteur favorisant tel qu'une microblessure, une attrition tissulaire ou un état pathologique préalables ?)
2. Modalités d'infection : y a-t-il eu piqûre, par une aiguille ou une épine par exemple ?
3. Localisation, extension et fréquence ? Si l'infection est à répétition (et/ou accompagnée de phlegmons), le patient est-il toxicomane ou touché par un problème de diabète ou d'éthylisme ou suit-il un traitement immunosuppresseur (corticoïdes, anti-inflammatoires non stéroïdiens) ? Est-il victime du sida ou peut-il être victime d'un cancer ?

## Risque

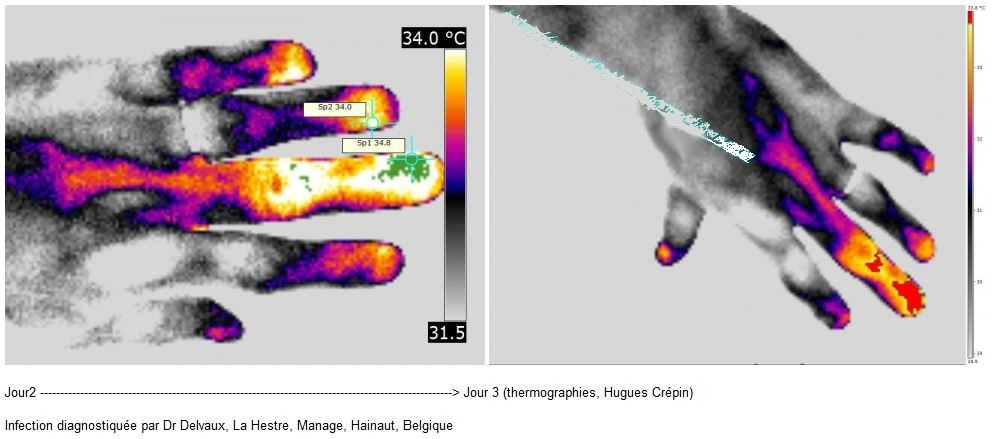
Thermographie infrarouge d'un panaris au premier stade.

Le panaris doit être traité, malgré son aspect bénin, en raison du risque de propagation voire de généralisation de l'infection (septicémie).
Comme le montre la thermographie ci-contre, la partie visible du panaris n'a aucune commune mesure avec son bassin d'influence, c'est ce qui est en fait son danger principal, il semble extrêmement localisé alors qu'il se répand assez rapidement en interne en suivant les veines.

## Traitement

### Traitement local
Des bains du doigt (classiquement trois bains de dix minutes par jour) sont réalisés dans une solution type eau de Dakin, avec surveillance pour détecter toute évolution défavorable et opérer — si nécessaire — à temps.
Le panaris au stade 2 ou 3 est traité par une excision libérant le pus. Le site est ensuite laissé ouvert avec réalisation d'un pansement gras (toutes les 48 heures) qui entaille la partie inflammée pour nettoyer le pus s'y trouvant. L'opération est réalisée sous anesthésie (générale ou plexique mais sans anesthésie locorégionale intraveineuse (ALRIV) ni anesthésie locale).
En France, cette opération ne peut se faire qu'en milieu hospitalier, au bloc opératoire, avec bilan préopératoire (avec garrot sans bande d'Esmarch).
Des prélèvements bactériologiques multiples (pus et fragments de tissus infectés) sont faits au moment de l'opération pour analyse et détermination de sa cause.
La rééducation est à commencer dès que possible (faisable dans le bain de solution antiseptique).

#### Traitement général
Antibiothérapie (amoxicilline - acide clavulanique ou pristinamycine en cas d’allergie aux bêta-lactamines) : l'antibiothérapie n’est pas nécessairement indiquée si l’excision est bien faite, mais elle est poursuivie en cas d'antibiothérapie prescrite avant la chirurgie et recommandée dans les cas suivants :
- signes régionaux ou généraux de réaction à une infection
- immunodépression
- suite d'une morsure ou présence de germes spécifiques (pasteurellose) ou souillures de la plaie, d’origine tellurique avec présence de germes anaérobies, dont par exemple Clostridium spp.[réf. souhaitée])
- le patient porte une valve cardiaque
- le patient est un nourrisson.